# Xylorycta
Xylorycta är ett släkte av fjärilar. Xylorycta ingår i familjen plattmalar.

## Bildgalleri

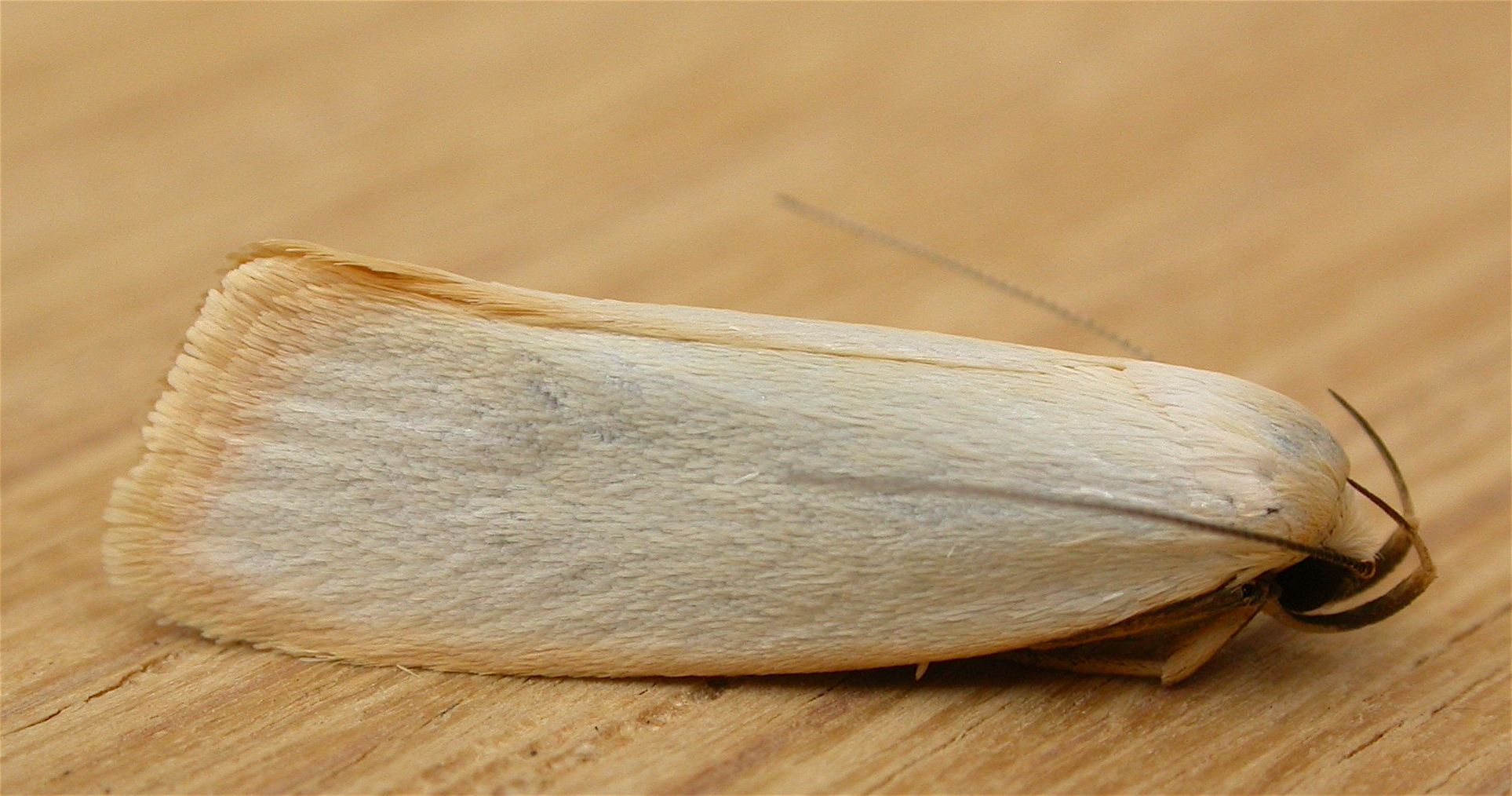
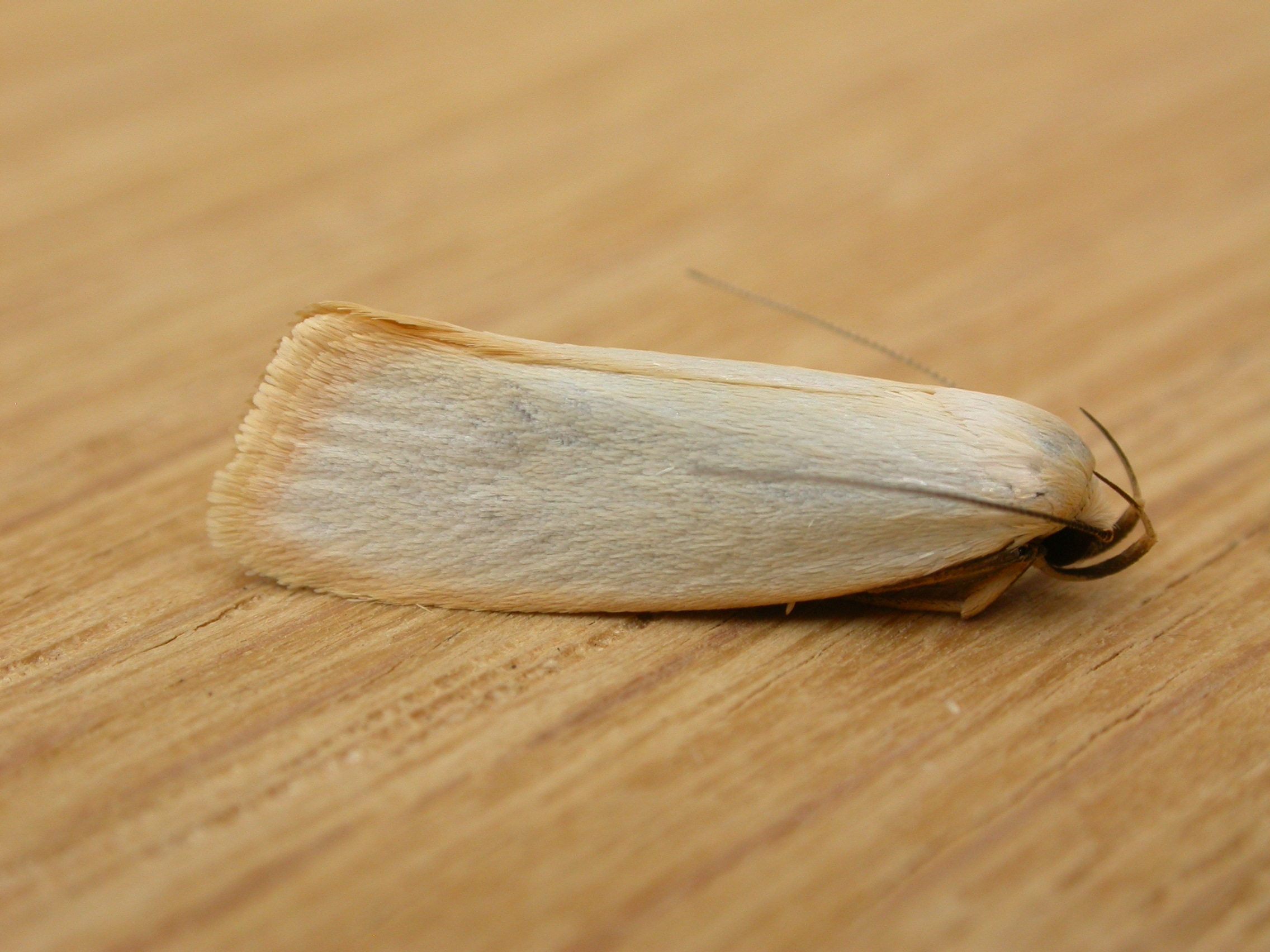

## Dottertaxa tillXylorycta, i alfabetisk ordning[1]
- Xylorycta acrochroa
- Xylorycta agana
- Xylorycta amalopis
- Xylorycta amblygona
- Xylorycta apheles
- Xylorycta appropinquans
- Xylorycta argentella
- Xylorycta argyrota
- Xylorycta arisema
- Xylorycta artigena
- Xylorycta assimilis
- Xylorycta atelactis
- Xylorycta austera
- Xylorycta calligrapha
- Xylorycta callisema
- Xylorycta candescens
- Xylorycta cephalochra
- Xylorycta ceratospila
- Xylorycta chionoptera
- Xylorycta chrysomela
- Xylorycta circumsignata
- Xylorycta cirrhophragma
- Xylorycta cognatella
- Xylorycta comparella
- Xylorycta conistica
- Xylorycta corticana
- Xylorycta cosmeta
- Xylorycta cosmopis
- Xylorycta craspedota
- Xylorycta dirigens
- Xylorycta dissimilis
- Xylorycta drosias
- Xylorycta dryinopa
- Xylorycta eucrines
- Xylorycta flavicosta
- Xylorycta fumata
- Xylorycta goniodes
- Xylorycta grammatistis
- Xylorycta haplochroa
- Xylorycta homoleuca
- Xylorycta hypatolimnas
- Xylorycta ignota
- Xylorycta insana
- Xylorycta inscripta
- Xylorycta insincera
- Xylorycta intabescens
- Xylorycta ixeuta
- Xylorycta laniata
- Xylorycta leucomerata
- Xylorycta leucophanes
- Xylorycta lichenea
- Xylorycta lithina
- Xylorycta luteotactella
- Xylorycta lychnobii
- Xylorycta maeandria
- Xylorycta malgassella
- Xylorycta melaleuca
- Xylorycta melanias
- Xylorycta melanochrysa
- Xylorycta melanoleuca
- Xylorycta melanosema
- Xylorycta melipnoa
- Xylorycta melitoleuca
- Xylorycta mochlias
- Xylorycta molybdina
- Xylorycta monosema
- Xylorycta musica
- Xylorycta neomorpha
- Xylorycta onychodes
- Xylorycta onychotypa
- Xylorycta ophiogramma
- Xylorycta orectis
- Xylorycta ovata
- Xylorycta oxygona
- Xylorycta pallida
- Xylorycta peltastis
- Xylorycta perflua
- Xylorycta petulans
- Xylorycta phloeochroa
- Xylorycta poliochyta
- Xylorycta polysticha
- Xylorycta porphyrinella
- Xylorycta procellosa
- Xylorycta prospicua
- Xylorycta provisa
- Xylorycta rhizophaga
- Xylorycta sciastis
- Xylorycta selenophora
- Xylorycta sigmophara
- Xylorycta spodopasta
- Xylorycta sternoides
- Xylorycta stigmatias
- Xylorycta strigata
- Xylorycta sucina
- Xylorycta synaula
- Xylorycta tapeina
- Xylorycta terenopis
- Xylorycta terminata
- Xylorycta tetrazona
- Xylorycta thiophanes
- Xylorycta tholodes
- Xylorycta thrasycosma
- Xylorycta tignaria
- Xylorycta tortriciformis
- Xylorycta tuberculata
- Xylorycta tupeina
- Xylorycta umbrosa
- Xylorycta undulatella
- Xylorycta velitata
- Xylorycta viduata